# فرانك ماكجي (لاعب كرة قاعدة)
فرانك ماكجي (بالإنجليزية: Frank McGee)‏ هو لاعب كرة قاعدة أمريكي، ولد في 29 أبريل 1899 في كولومبوس في الولايات المتحدة، وتوفي بنفس المكان في 30 يناير 1934.

## وصلات خارجية
- فرانك ماكجي على موقعبيزبول رفرنس.كوم (الدوري الرئيسي) (الإنجليزية)